# La Grande Cité (Morges)
Pour les articles homonymes, voir La Grande Cité.
La Grande Cité est le nom d'un site palafittique préhistorique des Alpes, situé sur les rives du Léman sur le territoire de la commune de Morges dans le canton de Vaud, en Suisse. Dans la liste des sites palafittiques préhistoriques autour des Alpes inscrits au patrimoine mondial par l'UNESCO depuis 2011, ce site est dénommé Morges–Stations de Morges.

## Description du site
La Grande Cité a été occupée à l'âge du bronze final, soit après le site des Roseaux.
La station est classée comme bien culturel d'importance national. Le site est découvert par des nageurs en 1854 et initialement fouillé par François Forel et son fils François-Alphonse Forel qui en dressera la carte en 1904.
C'est à côté de la Grande Cité que sera mise à jour le plus ancien bateau connu du lac Léman : une pirogue taillée dans un chêne, probablement fabriquée vers 1106 av. J.-C. La moitié de cette embarcation a été détruite en 1823, l'autre moitié est conservée au  Musée d'art et d'histoire de Genève .